# Орбан, Леонард
Леонард Орбан (28 июня 1961, Брашов) — румынский политик и экономист. Европейский комиссар по многоязычию (2007—2010). Не является членом ни одной из партий, однако придерживается либеральных и проевропейских взглядов, сторонник более тесной интеграции Румынии и ЕС.

## Биография
Родился 28 июня 1961 года в румынском городе Брашов. Его отец по происхождению венгр, мать — румынка. С 1981 по 1986 год учился на факультете машиностроения Брашовского университета. После его окончания работал на тракторном заводе. С 1987 по 1992 год учился на экономиста и менеджера в Экономической академии Бухареста.
С 1993 года активно участвует в политической деятельности. С 1993 по 2001 год был парламентским советником по европейским и международным делам. В 2001 году он стал членом румынской команды переговорщиков о присоединении Румынии к ЕС. В декабре 2004 года он стал главным переговорщиком и одновременно статс-секретарём Министерства Европейской интеграции.
30 октября 2006 года Кэлин Попеску-Тэричану предложил его в качестве кандидата в Европейскую комиссию, президент комиссии Жозе Мануэль Баррозу принял кандидатуру. С одобрения Европейского парламента он был с января 2007 по февраль 2010 года комиссаром по вопросам многоязычия. Он стал первым еврокомиссаром от Румынии.
С 2008 года он является покровителем большого проекта «Языки без границ» Гёте-института.
В мае 2012 года Леонард Орбан стал румынским министром по делам Европы в кабинете Виктора Понты.

## Семья
Женат, имеет ребёнка. Его брат Людовик Орбан (род. 1963) — также политик, с 4 ноября 2019 года до 18 декабря 2020 года занимал пост премьер-министра Румынии.